# Кузнецов, Иван Алексеевич (полный кавалер ордена Славы)
Иван Алексеевич Кузнецов (10 февраля 1921, село Поповичи, ныне Степно-Чумышский сельсовет Целинного района Алтайского края Россия — 14 марта 1946, село Поповичи, ныне Степно-Чумышский сельсовет Целинного района Алтайского края Россия) — участник Великой Отечественной войны , полный кавалер ордена Славы, ефрейтор, сапер-разведчик 662-го отдельного саперного батальона 380-й Орловской Краснознаменной ордена Суворова стрелковой дивизии 49-й армии 2-го Белорусского фронта.

## Биография
Родился 10 февраля 1921 года в семье крестьянина. Русский. Окончил 7 классов. Работал в колхозе.
В Красной Армии с ноября 1941 года.
Участник Великой Отечественной войны с февраля 1942 года, воевал на Карельском, Сталинградском, Брянском фронтах.
8 сентября 1943 года был ранен.
В ночь на 22 мая 1944 года сапер-разведчик 662-го отдельного саперного батальона 380-й стрелковой дивизии 50-й армии 2-го Белорусского фронта красноармеец Кузнецов отличился, обеспечивая пропуск дивизионной разведки через заграждения противника в 1,5 км юго-западнее деревни Сутоки Быховского района Могилёвской области Белоруссия. Под огнём противника, передвигаясь по-пластунски, он обнаруживал в земле мины, умело обезвреживал их и обозначал проходы. Во время рейда разведчиков к переднему краю обороны врага, охраняя проходы, своевременно обнаружил группу гитлеровцев, пытавшихся с фланга отсечь бойцам пути отхода. Метким огнём из автомата и гранатами он уложил на месте несколько вражеских солдат, заставив остальных отступить.
13 июня 1944 года Приказом № 111/н по 380-й стрелковой дивизии награждён орденом Славы 3-й степени.
В ночь на 18 июня 1944 года в районе деревни Давыдовичи Чаусского района Могилёвской области сапер-разведчик 662-го отдельного саперного батальона 380-й стрелковой дивизии красноармеец Кузнецов в группе саперов под командованием старшины Литвинова, под освещением ракет и пулеметным огнём противника проделал проход в проволочном заграждении противника по которому стрелковые подразделения прошли без потерь, помогая пехоте, вел огонь и бросал гранаты в контратакующего с фланга противника.
16 июля 1944 года Приказом № 128/н по 380-й стрелковой дивизии награждён орденом Красной Звезды.
10 сентября 1944 года сапер-разведчик 662-го отдельного саперного батальона 380-й стрелковой дивизии красноармеец Кузнецов снова сопровождал выход группы разведчиков в тыл противника, обезвреживая мины и проделывая проходы в проволочных заграждениях близ населенного пункта Нарев (Польша). И на этот раз разведывательный поиск завершился успешно.
4 октября 1944 года Приказом по войскам 49-й армии № 120 награждён орденом Славы 2-й степени.
20 октября 1944 года участвуя в операции по захвату «языка» в районе Ломжа (Польша), сапер-разведчик 662-го отдельного саперного батальона 380-й стрелковой дивизии 49-й армии ефрейтор Кузнецов в целях ускорения работы не стал снимать с места мины натяжного действия, а лишь перерезал проволоку от их взрывателей. Сделав проход, сам первым пополз впереди разведчиков, чтобы не подвергать их излишнему риску. За считанные минуты проникнув в расположение противника, разведчики совместно с Кузнецовым бесшумно захватили «языка» и благополучно возвратились назад.
24 марта 1945 года Указом Президиума Верховного Совета СССР — за образцовое выполнение заданий командования в боях с немецко-фашистскими захватчиками ефрейтор Кузнецов Иван Алексеевич награждён орденом Славы 1-й степени, став полным кавалером ордена Славы.
В мае 1945 года сержант Кузнецов демобилизован. Вернулся в родное село. Работал в колхозе.
Скончался 14 марта 1946 года. Похоронен на кладбище села Поповичево.

## Награды
- орден Отечественной войны 2-й степени
- орден Красной Звезды (16.07.1944)
- орден Славы 1-й степени (24.03.1945)
- орден Славы 2-й степени (04.10.1944)
- орден Славы 3-й степени (13.06.1944)

Медали, в том числе:
- «За оборону Сталинграда»
- «За оборону Советского Заполярья»
- «За победу над Германией в Великой Отечественной войне 1941—1945 гг.»